# Mekonosnice
Mekonosnice, red dubokomorskih riba iz razreda Actinopterygii ili zrakoperki koja se sastoji od porodice Ateleopodidae s ukupno 4 roda i 13 vrsta: 
- Ateleopus
- Guentherus
- Ijimaia
- Parateleopus

Rasprostranjene su na području Kariba, istočnog Atlantika i Indopacifika. 

## Vrste
1. Ateleopus indicus Alcock, 1891
2. Ateleopus japonicus Bleeker, 1853
3. Ateleopus natalensis Regan, 1921
4. Ateleopus purpureus Tanaka, 1915
5. Ateleopus tanabensis Tanaka, 1918
6. Guentherus altivela Osório, 1917
7. Guentherus katoi Senou, Kuwayama & Hirate, 2008
8. Ijimaia antillarum Howell Rivero, 1935
9. Ijimaia dofleini Sauter, 1905
10. Ijimaia fowleri Howell Rivero, 1935
11. Ijimaia loppei Roule, 1922
12. Ijimaia plicatellus (Gilbert, 1905)
13. Parateleopus microstomus 	Smith & Radcliffe, 1912